# Perusahaan Listrik Negara
PLN (Perusahaan Listrik Negara, Français: Compagnie d'électricité d'Etat) est une entreprise publique indonésienne de production et de distribution d'électricité. Elle possédait le monopole sur la distribution d'électricité en Indonésie. Elle possède une capacité électrique à la fin de l'année 2013 d'environ 46 000 MW.